# Гастон Орлеанский (1842—1922)
Гастон Орлеанский (фр. Gaston d'Orléans; 28 апреля 1842, Нёйи-сюр-Сен — 28 августа 1922, Рио-де-Жанейро) — французский принц, граф д’Э, старший сын Луи Орлеанского, герцога де Немур, внук короля Франции Луи-Филиппа I. Муж бразильской принцессы Изабеллы. Отец четверых её детей, один из которых был назван в его честь.

## Война с Парагваем
Участвовал в войне с Парагваем за две провинции Бразилии. Командовал войсками и отличался эффективными действиями, в конце жизни носил звание маршала. Некоторые современники и историки-ревизионисты обвиняли его в военных преступлениях, но ни один случай никогда не был доказан.

## Принц-консорт
В браке с принцессой Изабеллой после десяти лет безуспешных попыток зачатия и смерти первого младенца почти сразу после родов обзавелся ещё тремя выжившими детьми. Интересно, что, в отличие от обычной для благородных семейств XIX века практики, брак был заключён по любви.
Посетил почти все провинции Бразилии с визитами, был очень популярен в армии.

## После падения монархии
В 1889 году не смог предотвратить ноябрьский военный переворот и падение монархии в Бразилии и был вынужден покинуть страну.
Вернулся в Бразилию в 1921 году.